# Days of Wine and Roses
Days of Wine and Roses is een Amerikaanse dramafilm uit 1962 onder regie van Blake Edwards. De film is gebaseerd op de gelijknamige versie voor de anthologieserie Playhouse 90 uit 1958, en is merkwaardig als Jack Lemmons eerste serieuze drama. De film behandelt alle keerzijden van alcoholisme en werd genomineerd voor vijf Oscars, waarvan er één werd verzilverd.

## Verhaal
Zakenman Joe Clay werkt in de communicatiesector en heeft zodoende altijd een vlotte babbel. Hij doet het goed bij de vrouwen, maar settelt uiteindelijk met Kirsten Arnesen, een secretaresse met hoge normen en waarden die nog nooit een druppel alcohol op heeft gehad. Joe introduceert haar aan het plezier van sociaal drinken en het duurt niet lang voordat de twee alcoholisten zijn. Ondanks protest van Kirstens vader Ellis, trouwt het duo en krijgt een dochter, Debbie. Joe kan door zijn overmatig drinkgedrag niet meer goed presteren op werk en wordt gedegradeerd en uiteindelijk ontslagen. Terwijl hij op zakenreis is, zet Kirsten het, mede uit verveling, op het drinken en raakt zo lam, dat ze het huis (per ongeluk) in de fik steekt, en zowel zij als Debbie bijna om het leven komen.
Op een dag herkent Joe zichzelf nauwelijks in de spiegel en identificeert zichzelf als nietsnuttige vagebond. Hij overtuigt Kirsten ervan dat de alcohol de overhand heeft over hun leven, en samen blijven ze een tijd lang nuchter. Ze werken voor de zaak van Ellis om de tijd te doden. Joe kan echter niet voor een lange periode nuchter blijven, en uiteindelijk raakt hij zo dronken dat hij een plantenkas van zijn schoonvader vernietigt en uiteindelijk in een dwangbuis moet worden gekalmeerd in een sanatorium. Hij erkent dat hij een dieptepunt heeft bereikt en gaat op zoek naar professionele hulp. Met behulp van sponsor Jim Hungerford maakt hij kennis met Anonieme Alcoholisten, en na een lange periode van ontwenning heeft hij zijn verslaving overwonnen.
Op advies van Ellis probeert hij Kirsten aan te moedigen om professioneel hulp te zoeken, maar maakt hij zich mentaal gereed voor een afwijzing. Hij treft haar beschonken aan in een motelkamer en realiseert zich dat ze hem nuchter zal afwijzen en dat alcohol hetgeen is wat hen bindt. Uit liefde voor Kirsten begint hij opnieuw met drinken, wat er voor de tweede keer toe leidt dat hij in een sanatorium in bedwang moet worden gehouden. Jim herinnert hem eraan dat hij koste wat het kost nuchter moet blijven, zelfs als dat betekent dat hij Kirsten moet verlaten, en dat zij waarschijnlijk een nieuwe drinkpartner zal vinden. Jims voorbode blijkt de realiteit. Joe en Kirsten gaan uit elkaar en Joe is na een jaar veranderd in een sobere man met een stabiele baan. Hij probeert zijn naam te zuiveren bij Ellis, maar Ellis houdt hem verantwoordelijk voor de alcoholistische losbandige vrouw waarin zijn dochter is veranderd.
Op een avond klopt Kirsten aan de deur bij Joe, op zoek naar verzoening. Joe realiseert zich dat hij waarschijnlijk in zijn zelfdestructieve gewoonten terugvalt als hij met haar herenigt en herinnert haar eraan dat drank altijd de grotere rol had in de driehoeksverhouding, en dat ze gezamenlijk niet kunnen functioneren zonder deze verbindende factor. Kirsten weigert om zichzelf te identificeren als alcoholiste, maar erkent dat het leven zonder drank erg duister is. Joe houdt hoop dat het ooit nog goed komt met Kirsten, maar kijkt teleurgesteld haar kant op als zij zich excuseert om naar een bar te gaan.

## Rolverdeling
| Acteur           | Personage            |
| ---------------- | -------------------- |
| Jack Lemmon      | Joe Clay             |
| Lee Remick       | Kirsten Arnesen Clay |
| Charles Bickford | Ellis Arnesen        |
| Jack Klugman     | Jim Hungerford       |
| Alan Hewitt      | Rad Leland           |
| Tom Palmer       | Ballefoy             |
| Debbie Megowan   | Debbie Clay          |
| Maxine Stuart    | Dottie               |
| Jack Albertson   | Trayner              |

## Achtergrond
Scenarist J.P. Miller produceerde in 1958 al de tv-versie van het verhaal, waarin Cliff Robertson en Piper Laurie de hoofdrollen vertolkten. Miller kreeg destijds goede kritieken voor de baanbrekende tv-aflevering. Manulis, de producent van Playhouse 90, besloot dat het materiaal ideaal zou zijn voor een film. 20th Century Fox kocht aanvankelijk de rechten, maar verkocht deze weer door toedoen van de hoge productiekosten van Cleopatra (1963). De film bleek bij uitkomst niet zo choquerend te zijn als de tv-special en kreeg kritiek voor de vernieuwde cast: de verfilming zou uiteindelijk nog weinig overeenkomsten delen met de oorspronkelijke televisieaflevering. Zo werden Robertson en Laurie op aandringen van de studio ingeruild voor bekendere namen, van wie Lemmon vrijwel uitsluitend ervaring had met komediefilms.
Ter voorbereiding bezochten Lemmon en Remick sessies van Anonieme Alcoholisten, en Lemmon bracht zelfs avonden in de gevangenis door om gevangenen onder invloed te observeren. Hij hoopte om met deze film naam te maken als serieuze acteur in films met zware onderwerpen. Bij een preview liepen veertig koppels vervroegd de filmzaal uit, omdat ze een luchtige komedie met Lemmon hadden verwacht. Lemmon kreeg uiteindelijk zijn zin: zijn vertolking viel goed in de smaak bij critici, en hij werd, net als tegenspeelster Remick, genomineerd voor een Oscar. Recensent van De Telegraaf schreef destijds dat Lemmon "zich ontpopt als groot acteur. [..] Dat de jonge Lee Remick als zich als Kirsten tegenover deze partner weet te handhaven, zal zij in de eerste plaats aan de regisseur hebben te danken, maar toch ook aan Lemmon zelf, wiens eenvoud en zuiverheid haar mede in de goede banen hebben geleid.

## Prijzen en nominaties
| Jaar | Prijs                | Categorie                    | Genomineerde(n)                          | Uitslag     |
| ---- | -------------------- | ---------------------------- | ---------------------------------------- | ----------- |
| 1963 | Academy Awards       | Beste Originele Muziek       | Henry Mancini en Johnny Mercer           | Gewonnen    |
| 1963 | Academy Awards       | Beste Acteur                 | Jack Lemmon                              | Genomineerd |
| 1963 | Academy Awards       | Beste Actrice                | Lee Remick                               | Genomineerd |
| 1963 | Academy Awards       | Beste Artdirection           | Joseph C. Wright en George James Hopkins | Genomineerd |
| 1963 | Academy Awards       | Beste Kostuumontwerp         | Donfeld                                  | Genomineerd |
| 1963 | Golden Globes        | Beste Film - Drama           | Days of Wine and Roses                   | Genomineerd |
| 1963 | Golden Globes        | Beste Regisseur              | Blake Edwards                            | Genomineerd |
| 1963 | Golden Globes        | Beste Acteur - Drama         | Jack Lemmon                              | Genomineerd |
| 1963 | Golden Globes        | Beste Actrice                | Lee Remick                               | Genomineerd |
| 1963 | BAFTA Awards         | Beste Film                   | Days of Wine And Roses                   | Genomineerd |
| 1963 | BAFTA Awards         | Beste Buitenlandse Acteur    | Jack Lemmon                              | Genomineerd |
| 1963 | BAFTA Awards         | Beste Buitenlandse Actrice   | Lee Remick                               | Genomineerd |
| 1963 | Fotogramas de Plata  | Beste Buitenlandse Performer | Jack Lemmon                              | Gewonnen    |
| 1963 | Laurel Awards        | Top Drama                    | Days of Wine and Roses                   | Gewonnen    |
| 1963 | Laurel Awards        | Beste Acteur - Drama         | Jack Lemmon                              | Gewonnen    |
| 1963 | Laurel Awards        | Beste Actrice - Drama        | Lee Remick                               | Gewonnen    |
| 1963 | Laurel Awards        | Beste Mannelijke Bijrol      | Charles Bickford                         | Genomineerd |
| 1963 | Laurel Awards        | Beste Nummer                 | Henry Mancini en Johnny Mercer           | Genomineerd |
| 1963 | San Sebastian Awards | OCIC Award                   | Blake Edwards                            | Gewonnen    |
| 1963 | San Sebastian Awards | Beste Acteur                 | Jack Lemmon                              | Gewonnen    |
| 1963 | San Sebastian Awards | Beste Actrice                | Lee Remick                               | Gewonnen    |
| 1963 | Sant Jordi Awards    | Beste Buitenlandse Acteur    | Jack Lemmon                              | Gewonnen    |